# (35793) 1999 JN30
1999 JN30 (asteroide 35793) es un asteroide de la cinturón principal. Posee una excentricidad de 0.13071140 y una inclinación de 5.38522º.
Este asteroide fue descubierto el 10 de mayo de 1999 por LINEAR en Socorro.